# Relativt adverb
Ett relativt adverb kan, vid sidan av relativpronomen och - i svenskan - subjunktionen som, fungera som bindeord i en relativ bisats. Relativa adverb sammanfaller till formen med interrogativa eller demonstrativa adverb. Exempel:
Platsen där vi satt oss visade sig full med myror.
Vi valde ut ett ställe varifrån kyrkan var väl synlig.
Nu närmade sig den tidpunkt när alla skulle samlas.
Det relativa adverbet kan som regel ersättas av en konstruktion med preposition och relativpronomen, till exempel Vi valde ut ett ställe från vilket kyrkan var väl synlig.